# Magnús Ver Magnússon

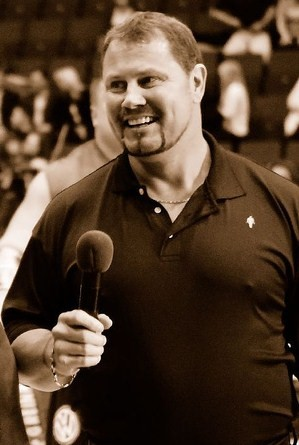
Fotografía de Magnus

Magnús Magnússon (Padir, 23 de abril de 1963) es un potencista y strongman islandés, campeón de cuatro concursos del hombre más fuerte del mundo.

## Vida
Magnús comenzó a practicar varios deportes desde temprana edad, pero en 1984 a la edad de 21 años comenzó a levantar pesas. Debido a que tenía una fuerza extraordinaria desde el principio, en 1985 ganó una competición europea de categoría inferior en la modalidad de potencia. 
Dentro del levantamiento de peso su mejor marca es de 278 kg en press de banca, 400 kg en sentadillas y 375 kg en peso muerto. En peso muerto su mejor marca (no en competición) llegó a los 445 kg.
En 1985 participó en su primera competición de strongman, el hombre más fuerte de Islandia donde salió tercero. Luego ganó el Pure Strength de 1989 y el hombre más fuerte de Europa en 1989 y 1990. En 1991 compitió y ganó por primera vez la competición del hombre más fuerte del mundo, en el cual ganó tres veces más en 1994, 1995, y 1996. En 1997 se retiró del strongman.
Desde que se retiró, Magnús vive con su esposa y sus dos hijas en Hafnarfjörður, Islandia, y suele hacer de jurado en varias competiciones. En marzo de 2007 Magnús apareció en un comercial de cerveza de la marca Coors light.

## Perfil
Altura: 190 cm. 
Peso: 130 kg. 
Pecho: 145 cm. 
Cintura: 105 cm. 
Bíceps: 52 cm. 
| El hombre más fuerte del mundo     |                |                                 |
| Precedido por: Jón Páll Sigmarsson | Primero (1991) | Sucedido por: Ted van der Parre |
| Precedido por: Gary Taylor         | Segundo (1994) | Sucedido por: él                |
| Precedido por: él                  | Tercero (1995) | Sucedido por: él                |
| Precedido por: él                  | Cuarto (1996)  | Sucedido por: Jouko Ahola       |